# Горња Ломница (Велика Горица)
Горња Ломница је насељено место у саставу Града Велике Горице, у Туропољу, Република Хрватска.

## Становништво
На попису становништва 2011. године, Горња Ломница је имала 580 становника.

## Попис1991.
На попису становништва 1991. године, насељено место Горња Ломница је имало 309 становника, следећег националног састава:
| Попис 1991.‍  | Попис 1991.‍  | Попис 1991.‍ | Попис 1991.‍ | Попис 1991.‍ |
| ------------ | ------------ | ----------- | ----------- | ----------- |
|              |              |             |             |             |
| Хрвати       | Хрвати       |             | 277         | 89,64%      |
| Срби         | Срби         |             | 24          | 7,76%       |
| Муслимани    | Муслимани    |             | 3           | 0,97%       |
| Словенци     | Словенци     |             | 2           | 0,64%       |
| Мађари       | Мађари       |             | 1           | 0,32%       |
| неопредељени | неопредељени |             | 1           | 0,32%       |
| непознато    | непознато    |             | 1           | 0,32%       |
| укупно: 309  |              |             |             |             |